# جاي ريغينا هايلاند
جاي ريغينا هايلاند (بالإنجليزية: J. Regina Hyland)‏ هي كاتِبة أمريكية، ولدت في 30 نوفمبر 1933، وتوفيت في 9 أكتوبر 2007.